# زدنکا زادنیکووا-ولنتسووا
زدنکا زادنیکووا-وُلنتسووا (چکی: Zdeňka Žádníková-Volencová؛ زادهٔ ۲۵ اکتبر ۱۹۷۴) بازیگر اهل جمهوری چک است.
از فیلم‌ها یا برنامه‌های تلویزیونی که وی در آن نقش داشته‌است، می‌توان به آنه فرانک: تمام داستان و پیوندهای خانوادگی اشاره کرد.